# 周越然
周越然（1885年—1962年），本名之彥，浙江吳興（湖州）人。
光緒十一年（1885年）生。二十歲以後改字越然，光緒三十年（1904年）中秀才，1915年任職於商務印書館編譯所英文部，因編輯《英語模範讀本》、《英文造句法》等工具書而聞名。1932年曾以笔名“洲亚”、“走火”为《晶报》撰写“游戏小品”。周氏是著名藏书家，有藏书樓名为“言言斋”，他珍藏不同版本《金瓶梅》多至數十种。抗戰期間，周越然參加日方舉辦「大東亞文學者大會」，還任代表团副团长，因此招來非議。1941年，周越然發現《姑妄言》殘篇，僅存三回，即第四十回、第四十一回、第四十二回。後來由上海优生学会出版残刊本《姑妄言》。1949年之後，曾任教於上海。1962年去世。著有《六十回忆》、《版本与书籍》、《书书书》等。殁後，藏书分别捐献给复旦大学图书馆、上海市图书馆。